# Pilbladssläktet
Pilbladssläktet (Sagittaria) är ett släkte i växtfamiljen svaltingväxter cirka 20 arter. De flesta arterna är amerikanska. Två arter förekommer vilt i Sverige och Finland, pilblad och trubbpilblad. Inom delar av norra Sverige dominerar hybriden mellan dessa båda arter.
Arterna i pilbladssläktet är fleråriga vattenlevande, kala örter. Jordstammen har ofta utlöpare och knölar. Stjälken är upprätt. Bladen sitter samlade i en basal rosett. Flyt- och övervattensbladen är skaftade och deras bladskiva är oval till pillik. Undervattensbladen är mer långsmala och bandlika. Blommorna är enkönade och sitter i 2–5-grenade kransar i en klaselik blomställning. Arterna är sambyggare, dvs med hon- och hanblommor på samma planta. Honblommorna sitter i kransar nedanför hanblommorna. Foderbladen är tre. Kronbladen är tre, vita, ofta med purpurröd bas. Ståndarna är talrika, ståndarknappar gula eller purpurröda. Fruktämnen är talrika. Frukterna är nötter och de sitter i en huvudlik samling.
Släktnamnet Sagittaria är härlett från latinets sagitta (pil), och syftar på bladens form.